# 王晓勇
王晓勇（1957年5月—），男，汉族，陕西蓝田人，中华人民共和国政治人物，2008年2月任青海省人民检察院检察长、党组书记，2016年1月任中共青海省委常委、政法委书记，2017年5月至2021年2月任青海省政协副主席。